# Ahondrit
Ahondrit je vrsta kamnitih meteoritov, ki so sestavljeni iz snovi, ki je podobna bazaltom. Od hondritov se razlikujejo po tem, da nimajo hondrul (zaradi tega tudi ime ahondriti). Od vseh najdenih meteoritov je ahondritov okoli 9 %. V primerjavi s hondriti so doživeli preobrazbe zaradi taljenja ali kristalizacije na ali v starševskem telesu (asteroidu, Luni, planetih in njihovih naravnih satelitih,...). Vsebujejo manj kot 35% kovine. Zelo težko jih je ločiti od zemeljskih kamnin, ker imajo podobno mineraloško zgradbo. Podobni so tudi navadnim hondritom, od njih se ločijo samo po tem, da imajo več kalcija in manj kovine. Spominjajo na vulkanske kamnine.

Večina jih je nastala v zunanjih plasteh prvotnih asteroidov. Nekaj pa jih ima izvor tudi na Luni in na Marsu. Za meteorit z imenom NWA011 (evkrit z drugačno izotopsko sestavo) celo predvidevajo, da izhaja iz Merkurja)

## Delitev ahondritov
Ahondrite delimo v dve veliki skupini:
- preprosti ahondriti, ki niso doživeli spremembe na starševskem telesu in predstavljajo najstarejšo snov v Osončju
- razslojeni ahondriti, ki so doživeli spremembo (diferenciacijo) na starševskem telesu (večjem kot 100 km)
  - asteroidni ahondriti imajo svoj izvor v asteroidih
  - Lunarni meteoriti imajo izvor na Luni
  - Marsovi meteoriti imajo izvor na Marsu

Delitve na podskupine niso enolične, ker avtorji delijo ahondrite na precej različnih načinov. Eden izmed načinov delitve na podskupine je naslednji:
- Preprosti ahondriti
  - akapulkoiti
  - brahiniti
  - lodraniti
  - vinonaiti
  - preprosti enstatitni ahondriti
- HED (Vesta) meteoriti
  - howarditi
  - evkriti
  - diogeniti
  - Dunitni diogeniti
  - Olivinski diogeniti
- Lunarni meteoriti
- Marsovi (SNC) meteoriti
  - šergotiti
  - nakliti
  - časigniti
- Neopredeljeni
  - angriti
  - aubriti
  - ureiliti

## Pregled lastnosti ahondritov

### Preprosti ahondriti
| Podskupina  | Značilnosti                                              | Značilni meteorit | Datum padca | Lokacija   |
| ----------- | -------------------------------------------------------- | ----------------- | ----------- | ---------- |
| akapulkoiti | Srednje zrnati, veliko hondritov plagioklaza in troilita | ACAPULCO          | 1976        | Mehika     |
| brahiniti   |                                                          | BRACHINA          | 1974        | Avstralija |
| lodraniti   | Grobo zrnati, veliko plagioklaza in troilitov            |                   |             |            |
| vinonaiti   | Podobni silikatom                                        | WINONA            | 1928        | Arizona    |

### Ostali ahondriti
| Podskupina | Značilnosti |
| ---------- | --- |
| angriti    | Veliko kalcija (več kot 5%), bogati na piroksenu titan-železove zlitine s kalcijem (90% augita), sestavljeni so v enaki meri iz troilita in olivina (redki)                                         |
| avbriti    | Brez kalcija, sestavlja jih silicij in magnezij, bogati z enstatitom, gostota do 3,2 g/cm3 (precej redki)                                                                                           |
| šasigniti  | Bogati s kalcijem, sestavljeni so iz olivina, nekaterih oksidiranih elementov in hidratiranih mineralov. Meteoriti verjetno izvirajo z Marsa                                                        |
| diogeniti  | Vsebujejo malo kalcija (manj kot 3%), vsebujejo hipersten, piroksen vsebuje železo in različne minerale, gostota od 3,3 do 3,4 g/cm3                                                                |
| evkriti    | Vsebujejo veliko kalcija (več kot 5%), podobni so bazaltom, bogati s pigeoniti in kalcijevimi glinenci (živec), sestavljeni v enakih delih iz troilita, olivina, kromita in nikelj-železove zlitine |
| hovarditi  | Bogati s kalcijem (več kot 5%), sestavljeni iz breče, ki vsebuje različne delce kamnin, gostota od 3,2 do 3,3 g/cm3 (precej redki)                                                                  |
| nakliti    | Bogati s kalcijem, sestavljeni v glavnem iz augita in nekaterih oksidiranih elementov in hidratiziranih mineralov. Predvideva se, da izvirajo z Marsa.                                              |
| šergotiti  | Bogati s kalcijem, bazaltne kamnine so v glavnem sestavljene iz piroksena in plagiokazov ter nekaterih oksidiranih elementov in hidratiziranih mineralov. Predvideva se, da izvirajo z Marsa.       |
| ureiliti   | Vsebujejo malo kalcija (manj kot 3%), sestavljata jih minerala olivin in pigeonit, ki vsebujeta nikelj- železovo zlitinoin včasih tudi diamante ali grafit, gostota okoli 3,3 g/cm3 (zelo redki)    |